# Gare de Shin-Maruko
La gare de Shin-Maruko (新丸子駅, Shin-Maruko-eki) est une gare ferroviaire de la ville de Kawasaki, dans la préfecture de Kanagawa au Japon. Elle est située dans l'arrondissement de Nakahara. La gare est gérée par la compagnie Tōkyū.

## Situation ferroviaire
La gare de Shin-Maruko est située au point kilométrique (PK) 10,3 de la ligne Tōkyū Tōyoko et au PK 8,6 de la ligne Tōkyū Meguro.

## Histoire
La gare a été inaugurée le 14 février 1926.

## Services aux voyageurs

### Accueil
La gare dispose d'un bâtiment voyageurs, avec guichets, ouvert tous les jours.

### Desserte
- Ligne Tōyoko :
  - voie 1 : direction Yokohama (interconnexion avec la ligne Minatomirai pour Motomachi-Chūkagai)
  - voie 4 : direction Shibuya (interconnexion avec la ligne Fukutoshin pour Kotake-Mukaihara et Wakōshi)
- Ligne Meguro :
  - voie 2 : direction Hiyoshi
  - voie 3 : direction Meguro (interconnexion avec la ligne Namboku pour Akabane-Iwabuchi ou avec la ligne Mita pour Nishi-Takashimadaira)